# Municipio de South Palmyra
El municipio de South Palmyra (en inglés: South Palmyra Township) es un municipio ubicado en el condado de Macoupin en el estado estadounidense de Illinois. En el año 2010 tenía una población de 747 habitantes y una densidad poblacional de 7,98 personas por km².

## Geografía
El municipio de South Palmyra se encuentra ubicado en las coordenadas 39°24′9″N 89°59′18″O / 39.40250, -89.98833. Según la Oficina del Censo de los Estados Unidos, el municipio tiene una superficie total de 93.65 km², de la cual 93,6 km² corresponden a tierra firme y (0,06 %) 0,06 km² es agua.

## Demografía
Según el censo de 2010, había 747 personas residiendo en el municipio de South Palmyra. La densidad de población era de 7,98 hab./km². De los 747 habitantes, el municipio de South Palmyra estaba compuesto por el 99,2 % blancos, el 0,13 % eran afroamericanos y el 0,67 % eran de una mezcla de razas. Del total de la población el 0,4 % eran hispanos o latinos de cualquier raza.